# Rob Dillingham
Robert Dillingham (* 4. Januar 2005 in Hickory (North Carolina)) ist ein US-amerikanischer Basketballspieler.

## Werdegang
An der Combine Academy in Lincolnton (US-Bundesstaat North Carolina) spielte Dillingham unter Trainer Jeff McInnis. Anschließend war er Mitglied der Schulmannschaft der Mannschaft Donda Prep in Kalifornien. 2022 wechselte Dillingham in die US-Nachwuchsliga Overtime Elite und schloss sich der Mannschaft Cold Hearts an.
Dillingham setzte seine Laufbahn an der University of Kentucky fort, dort spielte er unter Trainer John Calipari. Ursprünglich hatte er der North Carolina State University seine Zusage gegeben, diese aber zurückgezogen. Für Kentuckys Mannschaft bestritt er 2023/24 32 Spiele und war mit 15,2 Punkten je Begegnung zweitbester Korbschütze. Im April 2024 ließ er seinen Weggang aus Kentucky und seinen Wechsel ins Profigeschäft verlauten.
Dillingham wurde im NBA-Draftverfahren zwar von den San Antonio Spurs ausgewählt, aber sofort an die Minnesota Timberwolves abgegeben, die im Gegenzug von den Texanern unter anderem ein Erstauswahlrecht für das Jahr 2031 erhielten.

### Nationalmannschaft
Mit der U16-Nationalmannschaft der Vereinigten Staaten wurde er 2021 Amerikameister und erhielt die Auszeichnung als bester Spieler des Turniers.